# آل اتلیز
آل اتلیز (انگلیسی: Al Attles؛ زادهٔ ۷ نوامبر ۱۹۳۶) بازیکن و مربی و مدیر  بسکتبال حرفه‌ای آمریکا (NBA) و  اهل ایالات متحده آمریکا بود. وی تمام دوران حرفه‌ای خود را با گلدن استیت واریرز در ان‌بی‌ای گذراند. او با نام مستعار "نابودگر" در پست گارد بازی می‌کرد. اتلیز در درفت ان‌بی‌ای ۱۹۶۰ اتحادیه ملی بسکتبال توسط گلدن استیت واریرز انتخاب شد و ۱۱ فصل با این تیم بازی کرد، از جمله انتقال با تیم از فیلادلفیا به منطقه خلیج سانفرانسیسکو در سال ۱۹۶۲. او از راه‌یافتگان به تالار مشاهیر بسکتبال یادبود نای‌اسمیت است.

## زندگی شخصی و مرگ
اتلیز در سال ۱۹۶۳ با همسرش ویله‌مینا رایس ازدواج کرد. ویلت چمبرلین، هم تیمی او در واریرز، بهترین بازیکن ان‌بی‌ای او بود. این زوج دو فرزند داشتند. نوه او، آیزایا اتلیز، برای آلکورن استیت بازیکن بسکتبال کالج بود. اتلیز با بیل کازبی و لس مک کان دوست بود. اتلیز یک کاتولیک بود.
اتلیز در ۲۰ اوت ۲۰۲۴ در خانه خود در اوکلند، کالیفرنیا، در سن ۸۷ سالگی درگذشت. او هفته‌ها را در خانه سالمندان سپری کرده بود.